# Kristin Hannah
Kristin Hannah (Garden Grove, 25 settembre 1960) è una scrittrice statunitense.

## Biografia
Nata nel 1960 a Garden Grove da Laurence e Sharon John, ha conseguito un B.A. nel 1982 all'Università del Washington e uno J.D. all'Università di Puget Sound 4 anni più tardi.
Nel 1991 ha esordito nella narrativa con il romanzo A Handful of Heaven e in seguito ha pubblicato numerose opere spesso appartenenti alla narrativa rosa vincendo nel 2004 il Premio RITA per il miglior romanzo con Between Sisters.
Il suo romanzo L'estate in cui imparammo a volare del 2008 è stato trasposto nell'omonima serie TV nel 2021 da Maggie Friedman.

## Opere

### Romanzi
- A Handful of Heaven (1991)
- The Enchantment (1992)
- Once in Every Life (1992)
- If You Believe (1993)
- When Lightnings Strikes (1994)
- Waiting for the Moon (1995)
- Home Again (1996)
- Il lago della perfetta felicità (On Mystic Lake, 1999), Milano, Sonzogno, 2001 traduzione di Valentina Boscarino e Carlotta Voltolina ISBN 88-454-2163-5.
- Una scelta d'amore (Angel Falls, 2000), Milano, Sonzogno, 2002 traduzione di Maria Barbara Piccioli ISBN 88-454-2277-1.
- Summer Island (2001)
- Distant Shores (2002)
- Between Sisters (2003)
- The Things We Do for Love (2004)
- Comfort and Joy (2005)
- Magic Hour (2006)
- True Colors (2009)
- Come neve che cade (Winter Garden, 2010), Milano, Mondadori, 2020 traduzione di Maria Grazia Bosetti ISBN 978-88-04-72258-8.
- Night Road (2011)
- Home Front (2012)
- L'usignolo (The Nightingale, 2015), Milano, Mondadori, 2016 traduzione di Federica Garlaschelli ISBN 978-88-04-65903-7.
- Il grande inverno (The Great Alone), Milano, Mondadori, 2018 traduzione di Federica Garlaschelli ISBN 978-88-04-70202-3.
- I venti di sabbia (The Four Winds), Milano, Mondadori, 2021 traduzione di Federica Garlaschelli ISBN 978-88-04-73530-4.

### Serie Firefly Lane
- L'estate in cui imparammo a volare (Firefly Lane, 2008), Milano, Mondadori, 2014 traduzione di Claudia Lionetti ISBN 978-88-04-72268-7.
- Vola via (Fly Away, 2013), Milano, Mondadori, 2019 traduzione di Maria Grazia Bosetti ISBN 978-88-04-71655-6.

## Adattamenti televisivi
- L'estate in cui imparammo a volare (Firefly Lane) serie TV (2021-2023)

## Premi e riconoscimenti
- Premio RITA per il miglior romanzo: 2004 vincitrice con Between Sisters